# Дзвоновиці
Дзвоновиці (пол. Dzwonowice) — село в Польщі, у гміні Пілиця Заверцянського повіту Сілезького воєводства.
Населення — 399 осіб (2011).
У 1975-1998 роках село належало до Катовицького воєводства.

## Демографія
Демографічна структура станом на 31 березня 2011 року:
|          | Загалом | Допрацездатний вік | Працездатний вік | Постпрацездатний вік |
| -------- | ------- | ------------------ | ---------------- | -------------------- |
| Чоловіки | 215     | 59                 | 130              | 26                   |
| Жінки    | 184     | 29                 | 103              | 52                   |
| Разом    | 399     | 88                 | 233              | 78                   |